# Акустичний перетворювач
Акусти́чний перетво́рювач — прилад, який перетворює акустичні коливання в електричні або навпаки. 
Найпростішими А. п. є мікрофон і гучномовець (репродуктор). Перший перетворює акустичні коливання мембрани в електричні коливання кола мікрофона, другий — електричні коливання кола репродуктора в акустичні коливання мембрани.
До Акустичних перетворювачів належить, також, генератор ультразвукових коливань (Випромінювач ультразвуку). Природним А. п. є вухо, в якому акустичні коливання перетворюються в подразнення нервових закінчень внутрішнього вуха.